# Storkow (Mark)

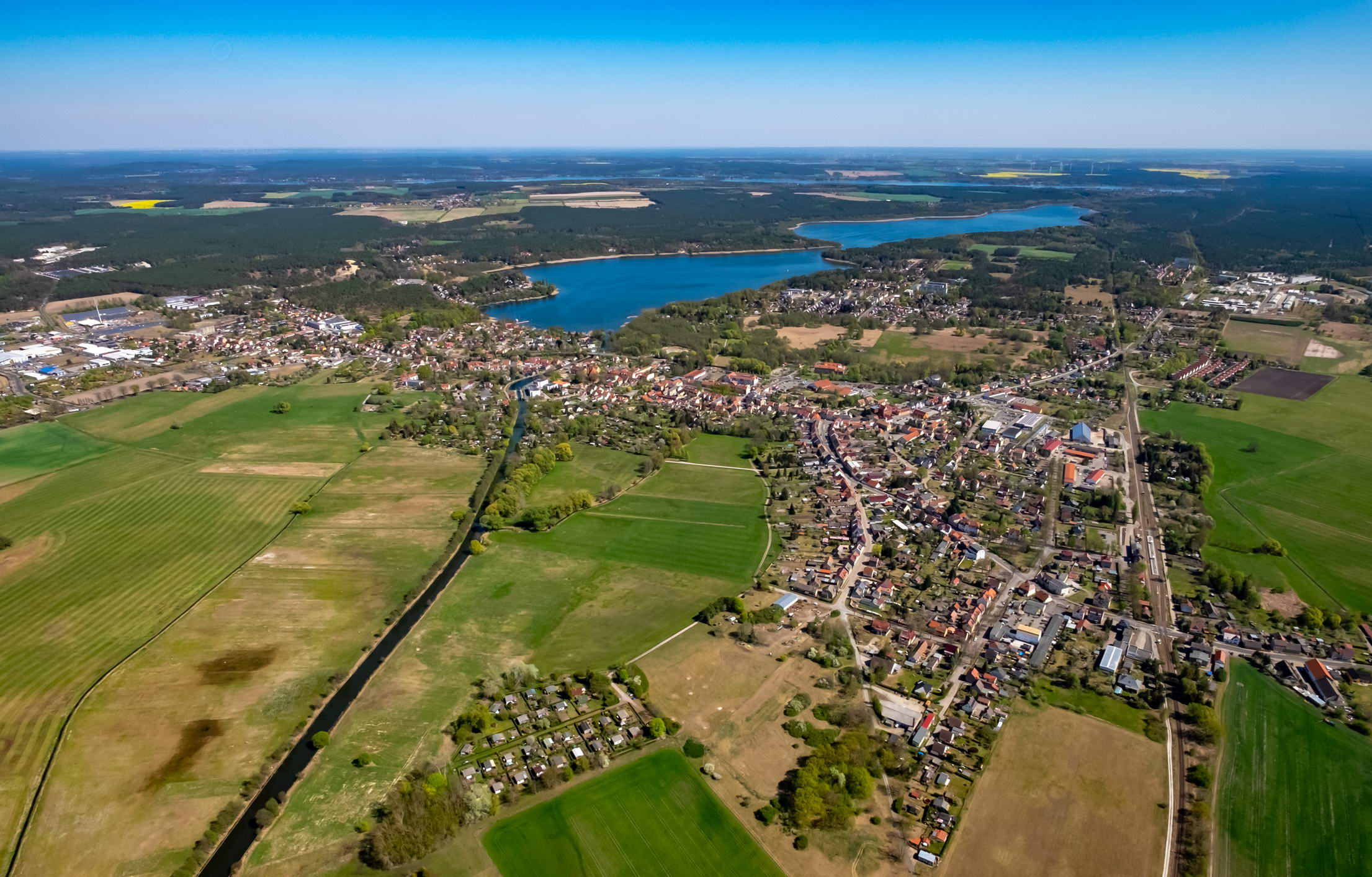
Gesamtansicht von Westen

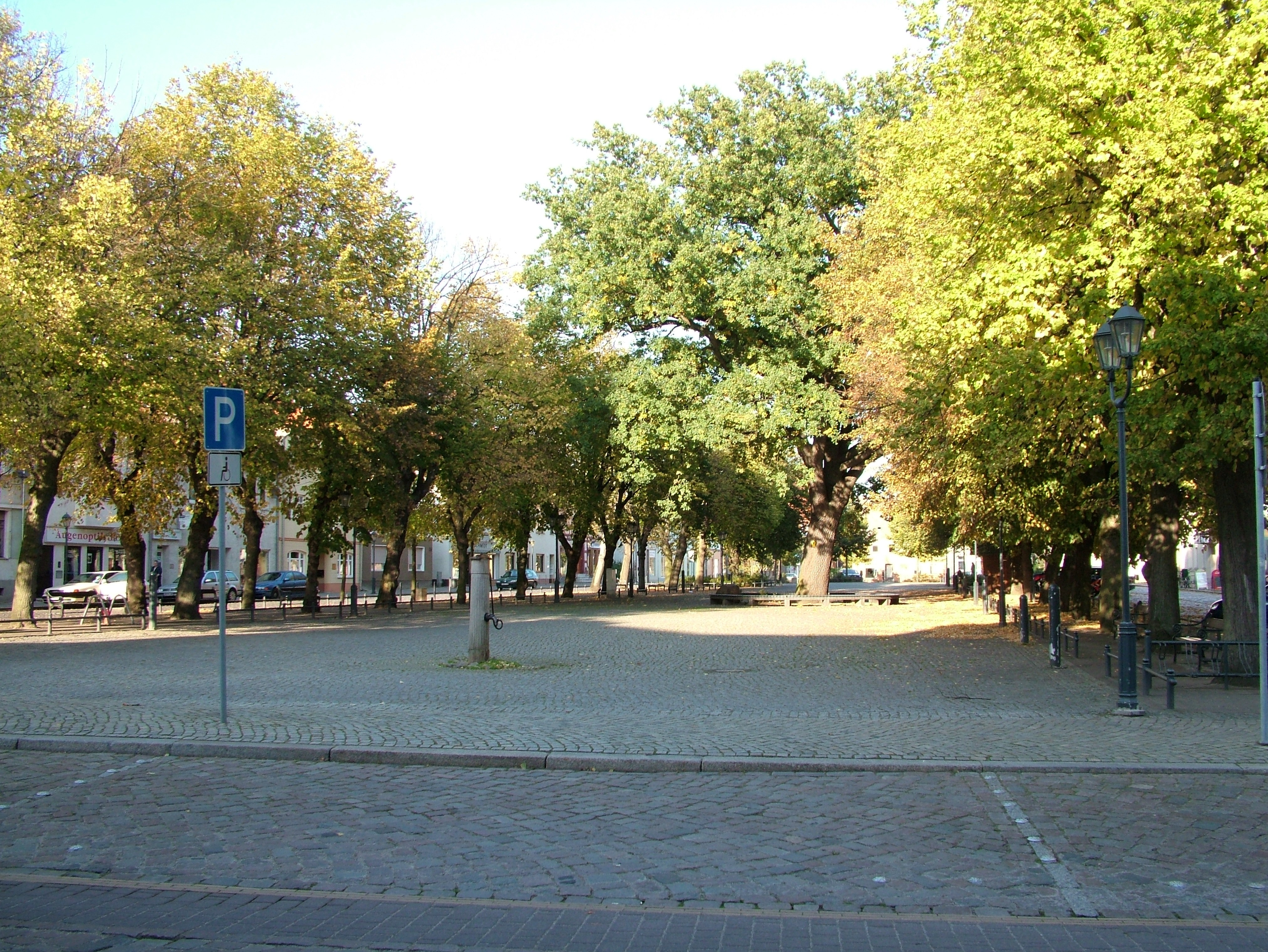
Marktplatz in Storkow

Storkow (Mark) (niedersorbisch Storkow) ist eine amtsfreie Stadt im Landkreis Oder-Spree in Brandenburg. Die Stadt bei der Burg Storkow bildete im Mittelalter den Kern einer eigenständigen Herrschaft in der Niederlausitz.

## Geografie
Die Stadt Storkow (Mark) liegt im westlichen Teil des Landkreises Oder-Spree. Sie grenzt im Norden an das Amt Spreenhagen, im Osten an das Amt Scharmützelsee und die amtsfreie Gemeinde Rietz-Neuendorf, im Südosten an die amtsfreie Gemeinde Tauche, im Süden an die amtsfreie Gemeinde Märkische Heide und das Amt Unterspreewald, im Südwesten an das Amt Schenkenländchen und im Westen und Nordwesten an die Gemeinde Heidesee (letztere fünf Gebietseinheiten im Landkreis Dahme-Spreewald). Storkow (Mark) liegt am (Großen) Storkower See, östlich der Stadt befindet sich der Scharmützelsee, im Süden der Unterspreewald und im Westen das Dahmeland. Im Südosten erstreckt sich das Gebiet Storkows bis zum Schwenowsee und Blabbergraben.

## Stadtgliederung
Die Stadt Storkow (Mark) gliedert sich nach ihrer Hauptsatzung in die Kernstadt und in folgende Ortsteile.
- Storkow (Mark) mit den Wohnplätzen Hubertushöhe, Neu Boston und Wolfswinkel[4]

Ortsteile sind:
1. Alt Stahnsdorf (niedersorbisch Stańšojce[5]) mit dem Wohnplatz Neu Stahnsdorf[4]
2. Bugk (Buk[5])
3. Görsdorf/b. Storkow (Górice[5]) mit dem bewohnten Gemeindeteil Busch[4]
4. Groß Eichholz (Dubina[5]) mit dem Wohnplatz Kolonie Groß Eichholz[4]
5. Groß Schauen (Sowje[5]) mit dem Wohnplatz Fischerhaus Köllnitz
6. Kehrigk (Keŕki[5]) mit dem Wohnplatz Forsthaus Tschinka[4]
7. Klein Schauen (Małe Sowje[5]) mit dem Wohnplatz Wolziger Straße[4]
8. Kummersdorf (Komorow[5]) mit dem Wohnplatz Alte Mühle[4]
9. Limsdorf (Limšojce[5]) mit den bewohnten Gemeindeteilen Möllendorf (Mólin) und Schwenow (Žwěnow) sowie dem Wohnplatz Försterei Grubenmühle[4]
10. Philadelphia (Skopica[5]) mit dem Wohnplatz Kiesberg[4]
11. Rieplos (Rěpkow[5])
12. Schwerin (Zwěrin[5]) mit dem Wohnplatz Kurtmühle[4]
13. Selchow (Želchow[5])
14. Wochowsee (Wochow[5])

## Geschichte

### Ortsname
Der Name wird naheliegenderweise gern mit dem Storch (der in der seenreichen Gegend häufig anzutreffen ist) in Verbindung gebracht, und dementsprechend zeigt auch das Stadtwappen dieses Tier. Wie jedoch bei alten brandenburgischen Orten häufig, hat der Name wohl eigentlich einen slawischen Ursprung. Er geht auf das Wort Sturkuowe zurück, das einen Weg durch den Sumpf bezeichnet.

### Mittelalter und frühe Neuzeit
Storkow ist die sechstälteste der 112 brandenburgischen Städte (Stand: 1. Mai 2007). Zwei Urkunden, eine des Markgrafen Konrad von Landsberg aus dem Haus Wettin vom 2. Mai 1209 und eine zweite Kaiser Ottos IV. vom 26. Dezember 1209, weisen ihre vollen Stadtrechte nach. Damit ist Storkow zwischen Dahme und Oder die erste urkundlich belegte Stadt, älter als Berlin, Frankfurt (Oder) und Fürstenwalde.
Storkow lag an der Nordgrenze der Lausitz (oder Ostmark, wie die Region damals bezeichnet wurde) und an einer alten Handelsstraße, die vom Barnim nach Lübben und Leipzig führte. Es war um 1200 die bedeutendste Siedlung des Umlandes. Für die wettinischen Landesherren hatte Storkow eine strategische Bedeutung bei der Eingliederung des Gebietes in das Heilige Römische Reich und die Sicherung der Grenzen. Dies war auf die Lage an einem schmalen Durchgang zwischen Sumpf und See (Gegend der heutigen Klappbrücke) und die auf einem aufgeschütteten Hügel nach 1136 errichtete Burg Storkow zurückzuführen. Um 1202 setzte Markgraf Konrad das bedeutende Adelsgeschlecht von Strele als seine Beauftragten ein, die bis 1382 Besitzer der Herrschaften Beeskow und Storkow waren.
Die wettinische Herrschaft Storkow war um 1200 in der Lausitz die größte und bedeutendste. Sie reichte von Baruth im Westen bis Sternberg östlich der Oder und Reichwalde bei Luckau im Süden. Auch Teile von Senftenberg und Fürstenberg waren zeitweilig Strelescher Besitz. Zur Herrschaft gehörten sechs Städte, fünf Burgen, etwa 60 Ortschaften unterschiedlicher Größe, zahlreiche Flüsse, Seen, Wälder und Felder. Nach dem Aussterben der Strele waren von 1384 bis 1518 die Herren von Biberstein in Besitz von Stadt und Burg Storkow. Hoch verschuldet verpfändeten sie die Herrschaft Storkow / Beeskow an die reichen Bischöfe von Lebus, die in Fürstenwalde ihren Bischofssitz hatten. Der letzte katholische Bischof Johannes VIII. von Horneburg verschrieb sich der Alchemie und verstarb 1555 auf der Storkower Burg. Im Ergebnis der Reformation gingen 1556 die Herrschaften Storkow / Beeskow in den Besitz des Markgrafen Johann von Küstrin aus dem Geschlecht der Hohenzollern über.
Noch bis zu Beginn des 17. Jahrhunderts wurde in Storkow Sorbisch gesprochen, wobei der Pirnaische Mönch in seiner Beschreibung der Stadt schon 1530 anmerkt: „Storkow hat windisch und dewczß volk“ („Storkow hat wendisches und deutsches Volk“). Die Bevölkerung war zu dieser Zeit also schon zweisprachig.
Im Dreißigjährigen Krieg (1618–1648) halbierte sich die Bevölkerungszahl auf 200 Personen.

### Neuzeit

#### Bis 1949

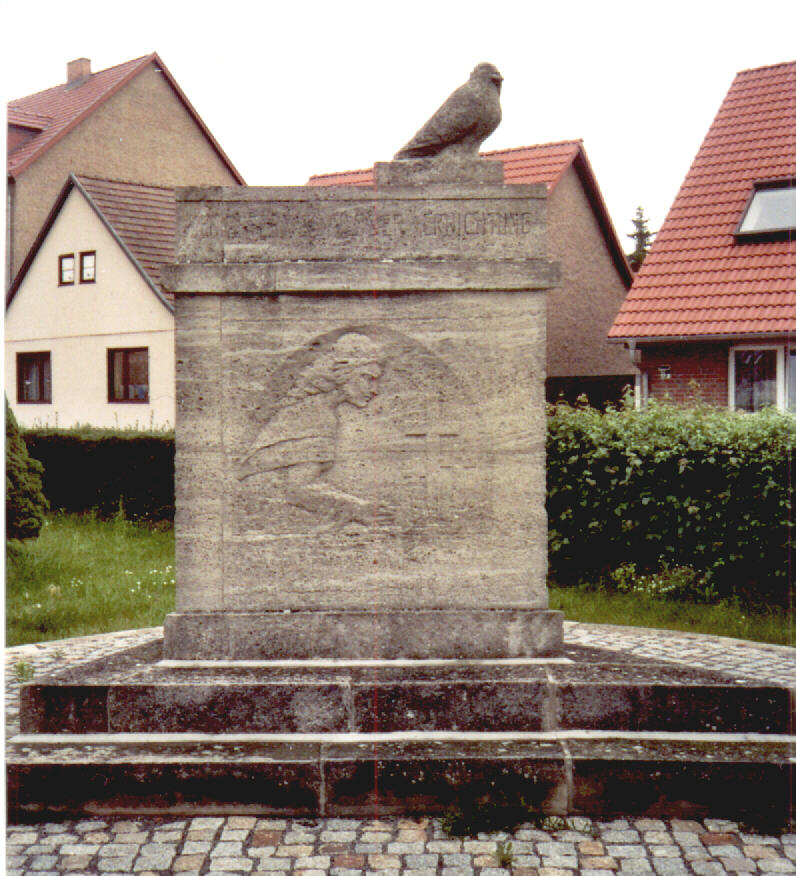
Gefallenendenkmal auf dem Platz an der Berliner Straße

Nunmehr zu Brandenburg-Preußen gehörig, legte König Friedrich II. im 18. Jahrhundert durch die so genannte „innere Kolonisation“ eine Grundlage für die wirtschaftliche Entwicklung der Region. 1748 wurden unter anderem Bleicher, Färber und Weber im Amt Storkow angesiedelt, und mit einer Verordnung vom Sommer desselben Jahres wurde der Anbau von Kartoffeln in 24 Amtsdörfern eingeführt. Die Anlage des Storkower Kanals stellte 1745/1746 die Verbindung über die Dahme zu den Berliner Gewässern her, die lange der Flößerei und ab Ende des 19. Jahrhunderts dem Transport von Baumaterial und dem Tourismus diente.
Die wirtschaftliche Entwicklung Storkows erhielt durch den Bau der Eisenbahnlinie Beeskow–Königs Wusterhausen im Jahre 1898 einen spürbaren Schub. Im 20. Jahrhundert entstanden Betriebe für industrielle Schuhproduktion, den Bau geophysikalischer Geräte, die Möbelproduktion sowie industrielle Geflügelmast.

#### 1949–1989 (DDR)
In der Zeit der DDR, in der Storkow von 1952 bis 1990 zum Kreis Beeskow im Bezirk Frankfurt (Oder) gehörte, bestand in der Stadt eine Garnison der NVA. Im Stadtteil Wolfswinkel betrieb die Reichsbahndirektion Berlin für Kinder ihrer Betriebsangehörigen das Kinderferienlager „Ernst Thälmann“.
Der vielfach ausgezeichnete Film Das schweigende Klassenzimmer basiert auf wahren Ereignissen in Storkow im Jahre 1956: Eine Abiturklasse der Oberschule Storkow entscheidet sich anlässlich des Ungarischen Volksaufstands im Unterricht für fünf Schweigeminuten für die Opfer. Diese Solidaritätsbekundung hat dramatische Reaktionen zur Folge, mit denen weder die Schüler noch ihre Eltern oder Schulleitung und der DDR-Volksbildungsminister Fritz Lange gerechnet haben, der die Klasse im Dezember 1956 persönlich aufsuchte und nach einem Schuldigen fahndete. 12 der 16 Schüler fliehen nach dem daraufhin erteilten Schulverweis in die Bundesrepublik Deutschland und legen dort ihr Abitur ab.

## Verwaltungsgeschichte
Storkow und seine heutigen Ortsteile gehörten seit 1817 zum Kreis Beeskow-Storkow in der preußischen Provinz Brandenburg und ab 1952 zum Kreis Beeskow im DDR-Bezirk Frankfurt (Oder). Seit 1990 gehört die Stadt zum rekonstituierten Bundesland Brandenburg und seit 1993 zum neu gebildeten Landkreis Oder-Spree.
Der Minister des Innern des Landes Brandenburg erteilte am 23. Juni 1992 seine Zustimmung zur Bildung des Amtes Storkow/Mark. Als Zeitpunkt des Zustandekommens des Amtes wurde der 26. Juni 1992 festgelegt. Das Amt hatte seinen Sitz in der Stadt Storkow (Mark) und bestand zunächst aus 14 Gemeinden im damaligen Landkreis Beeskow:
| - Alt Stahnsdorf - Bugk - Görsdorf bei Storkow - Groß Eichholz - Groß Schauen - Kehrigk - Kummersdorf | - Limsdorf - Philadelphia - Rieplos - Schwerin - Selchow - Wochowsee und der Stadt - Storkow |

Zum 31. März 2002 schlossen sich die Gemeinden Alt Stahnsdorf, Limsdorf, Schwerin, Wochowsee und die Stadt Storkow zur neuen Stadt Storkow (Mark) zusammen. Die Gemeinden Bugk, Görsdorf bei Storkow, Groß Eichholz, Groß Schauen, Kehrigk, Kummersdorf, Philadelphia, Rieplos und Selchow wurden zum 26. Oktober 2003 per Gesetz in die Stadt Storkow (Mark) eingegliedert. Das Amt Storkow (Mark) wurde aufgelöst, die Stadt Storkow (Mark) amtsfrei.

## Bevölkerungsentwicklung
| Jahr | Einwohner |
| ---- | --------- |
| 1875 | 2 461     |
| 1890 | 2 434     |
| 1910 | 3 113     |
| 1925 | 3 462     |
| 1933 | 3 971     |
| 1939 | 4 316     |

| Jahr | Einwohner |
| ---- | --------- |
| 1946 | 4 738     |
| 1950 | 4 774     |
| 1964 | 4 798     |
| 1971 | 4 953     |
| 1981 | 5 486     |
| 1985 | 5 374     |

| Jahr | Einwohner |
| ---- | --------- |
| 1990 | 6 383     |
| 1995 | 6 048     |
| 2000 | 6 081     |
| 2005 | 9 476     |
| 2010 | 9 077     |
| 2015 | 9 020     |

| Jahr | Einwohner |
| ---- | --------- |
| 2020 | 9 352     |
| 2021 | 9 373     |
| 2022 | 9 150     |
| 2023 | 9 127     |
| 2024 | 9 196     |

Gebietsstand des jeweiligen Jahres, Einwohnerzahl: Stand 31. Dezember (ab 1991), ab 2011 auf Basis des Zensus 2011, ab 2022 auf Basis des Zensus 2022
Die Zunahme der Einwohnerzahl 2005 ist auf die Eingliederung mehrerer Gemeinden in den Jahren 2002 und 2003 zurückzuführen.

## Politik

### Stadtverordnetenversammlung

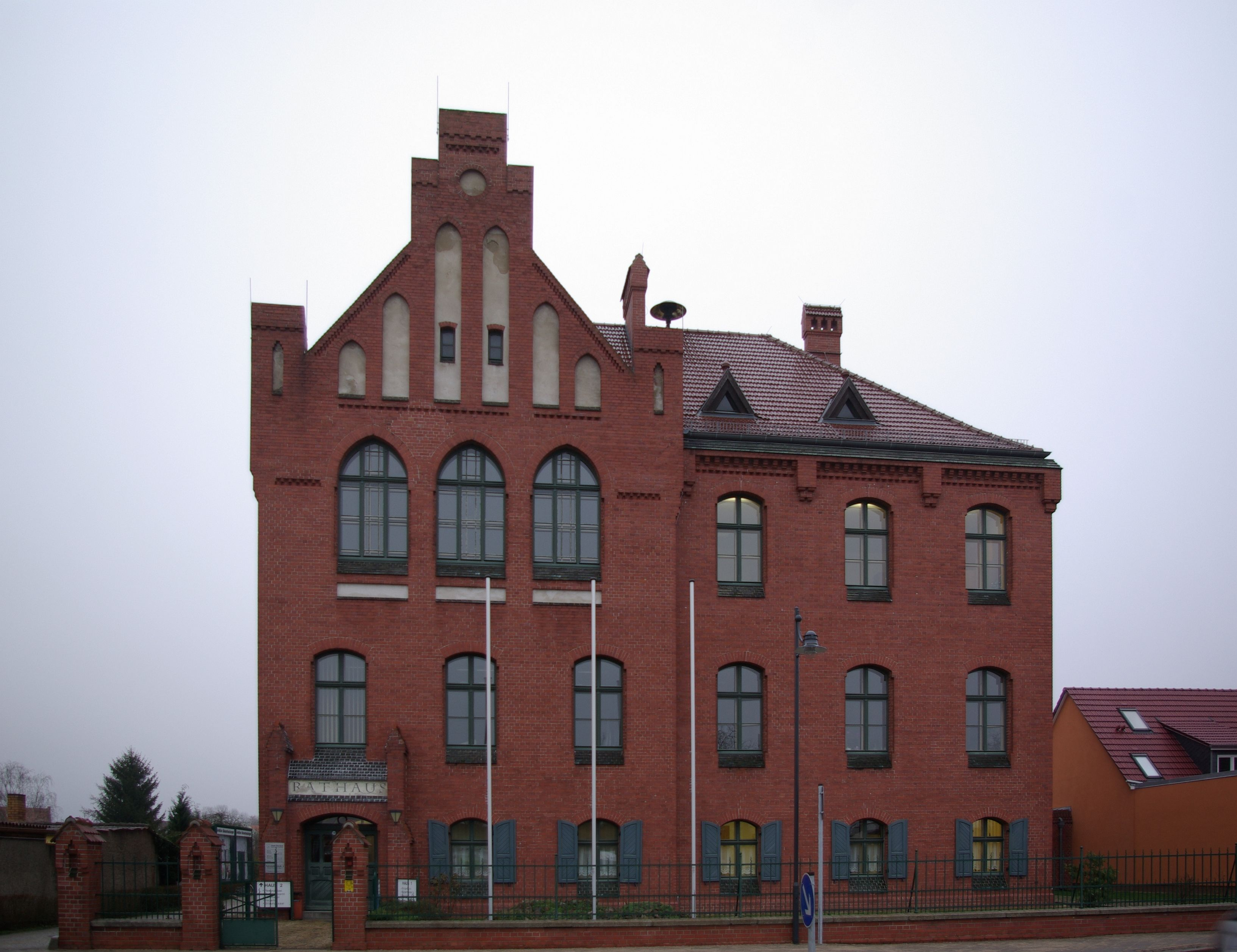
Rathaus

Die Stadtverordnetenversammlung von Storkow besteht aus 18 Stadtverordneten und der hauptamtlichen Bürgermeisterin. Die Kommunalwahl am 9. Juni 2024 führte bei einer Wahlbeteiligung von 67,1 % zu folgendem Ergebnis:
| Partei / Wählergruppe                  | Stimmenanteil 2019 | Sitze 2019 |  | Stimmenanteil 2024 | Sitze 2024 |
| -------------------------------------- | ------------------ | ---------- |  | ------------------ | ---------- |
| AfD                                    | 13,4 %             | 2          |  | 24,4 %             | 4          |
| SPD                                    | 24,7 %             | 4          |  | 20,6 %             | 4          |
| Freie Wählergemeinschaft Storkow (FWG) | 14,1 %             | 3          |  | 18,1 %             | 3          |
| Neues Storkow                          | 19,6 %             | 4          |  | 17,1 %             | 3          |
| CDU                                    | 06,9 %             | 1          |  | 08,4 %             | 2          |
| Die Linke                              | 09,1 %             | 2          |  | 03,8 %             | 1          |
| Einzelbewerber Enrico Graß             | 03,2 %             | 1          |  | 03,8 %             | 1          |
| Einzelbewerber Ingo Kittler            | –                  | –          |  | 01,9 %             | –          |
| Bündnis 90/Die Grünen                  | –                  | –          |  | 01,9 %             | –          |
| Einzelbewerber Johann Kney             | 02,8 %             | 1          |  | –                  | –          |
| FDP                                    | 02,0 %             | –          |  | –                  | –          |
| Verein Haus und Grund Storkow          | 02,0 %             | –          |  | –                  |            |
| Einzelbewerber Nico Neidthardt         | 01,5 %             | –          |  | –                  | –          |
| Einzelbewerber Robert Voß              | 00,6 %             | –          |  | –                  | –          |
| Insgesamt                              | 100 %              | 18         |  | 100 %              | 18         |

### Bürgermeister
- 1897–1923: Robert Runge
- 1923–1933: Otto Graul
- 1933:–0000 Otto Süß
- 1933–1941: Alfred Eichel
- 1941–1944: Hermann Tinius
- 1944–1945: Erich Mauche
- 1945:–0000 Werner Stephan
- 1945–1949: Franz Becker
- 1950–1958: Wilhelm Winkler
- 1958–1963: Hildegard Grünberg
- 1963–1969: Horst Greulich
- 1969–1990: Rudolf Fessel
- 1990–1993: Gabriele Baum
- 1994–1998: Werner Chudak
- 1998–2003: Günter Dettlaff[17]
- 2003–2011: Christina Gericke[18]
- seit 2011:0. Cornelia Schulze-Ludwig (SPD)[19]

Schulze-Ludwig wurde in der Bürgermeisterwahl am 1. September 2019 mit 58,0 % der gültigen Stimmen gewählt. Ihre Amtszeit beträgt acht Jahre.

### Wappen und Flagge

Historisches Wappen von Storkow

Das Wappen wurde am 19. November 2004 genehmigt.
Blasonierung: „In Blau mit einem goldenen und mit 14 schwarzen Kugeln belegten Saum ein natürlicher Storch auf grünem Boden, überhöht von drei goldenen Sternen.“
Historisches Wappen
Im Unterschied zum alten Wappen kam der goldene Wappensaum mit 14 schwarzen Kugeln hinzu, der die 14 Ortsteile symbolisiert. Die drei goldenen Sterne wurden im neuen Wappen in Dreiecksform angeordnet.
Flagge
Die Flagge der Stadt ist dreistreifig Rot-Weiß-Grün im Verhältnis 1:3:1 mit dem in der Mitte aufgelegten Stadtwappen.

### Städtepartnerschaften
Seit 2003 besteht eine städtepartnerschaftliche Beziehung zur polnischen Gemeinde Opalenica (deutsch: Opalenitza) und seit 2005 zur polnischen Gemeinde Nowe Miasteczko (Neustädtel).
Storkow ist Mitglied der 2001 gegründeten Europäischen Vereinigung der Storchenstädte (ESCO), welche das Ziel hat, eine ständige, aktive Beziehung von Städten in Ost- und Westeuropa zum gegenseitigen Erfahrungsaustausch in Kultur, Bildung, Wirtschaft und anderen Bereichen aufzubauen. Die Mitgliedsstädte tragen alle einen Storch im Stadtwappen. Mitglieder sind:
- Dēmene, Lettland
- Staicele, Lettland
- Komárovce, Slowakei
- Luka nad Jihlavou, Tschechien
- Busk, Ukraine
- Stolin, Belarus
- Ramygala, Litauen

## Sehenswürdigkeiten und Kultur

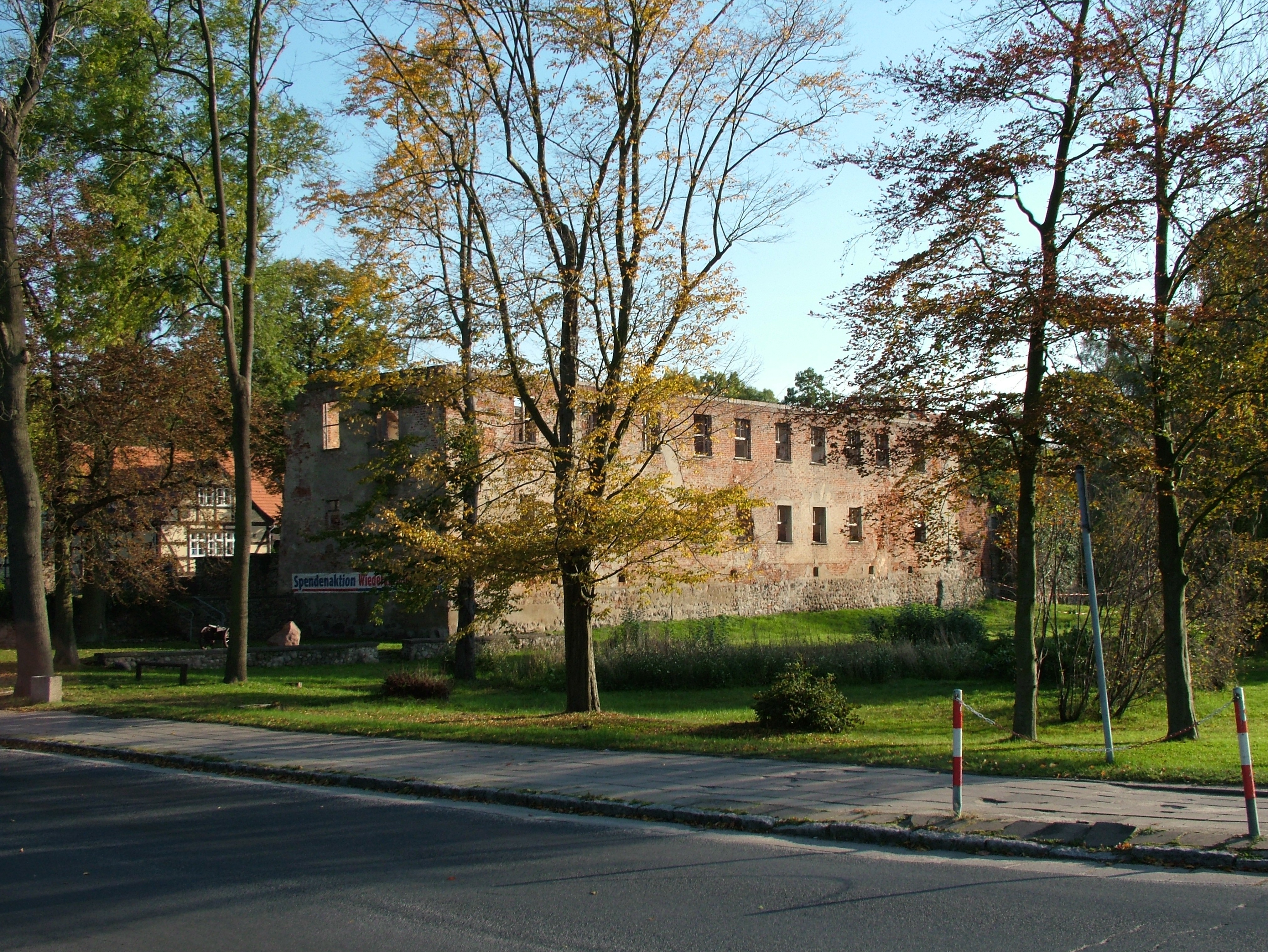
Burgruine

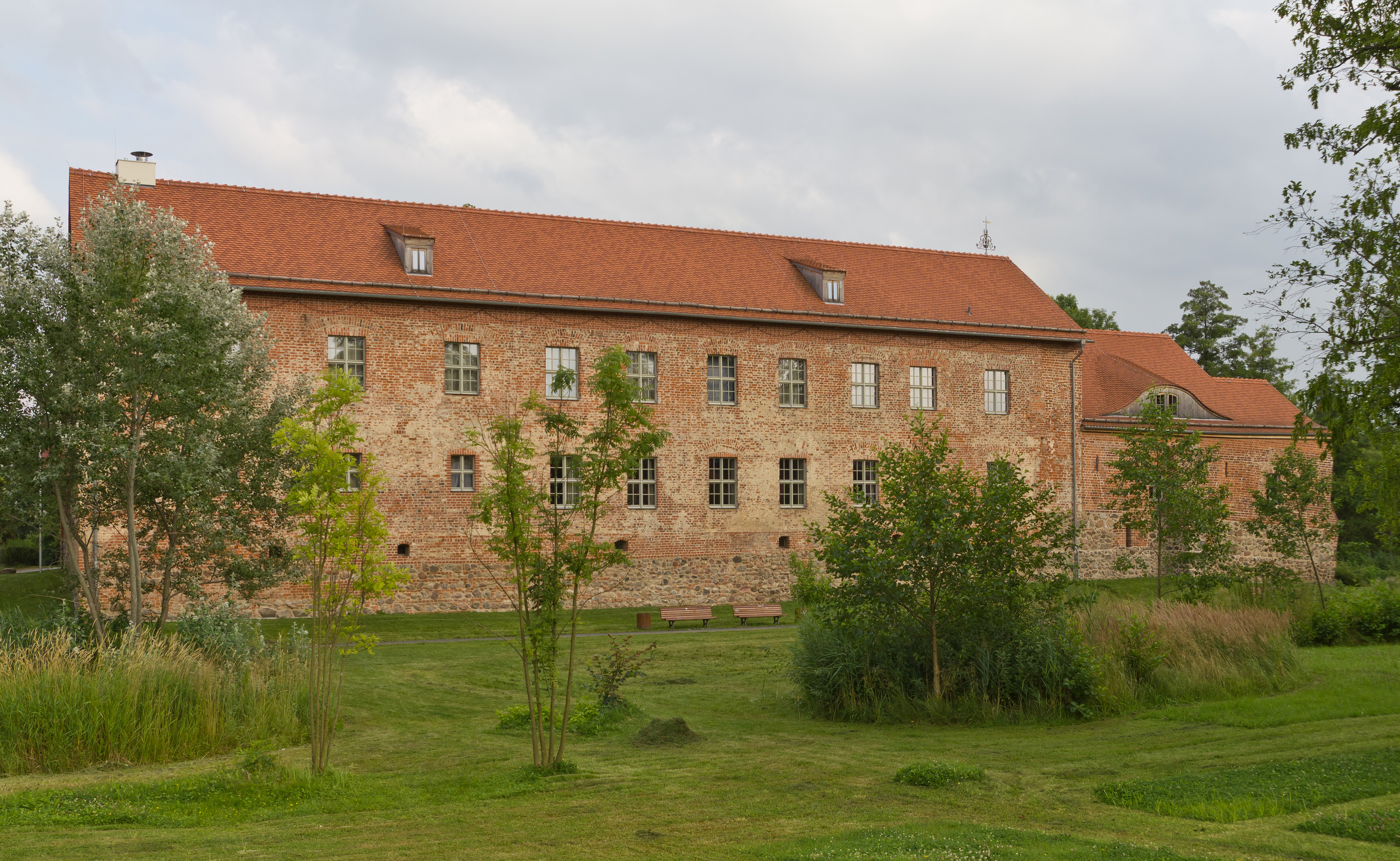
Burg nach der Rekonstruktion (2013)

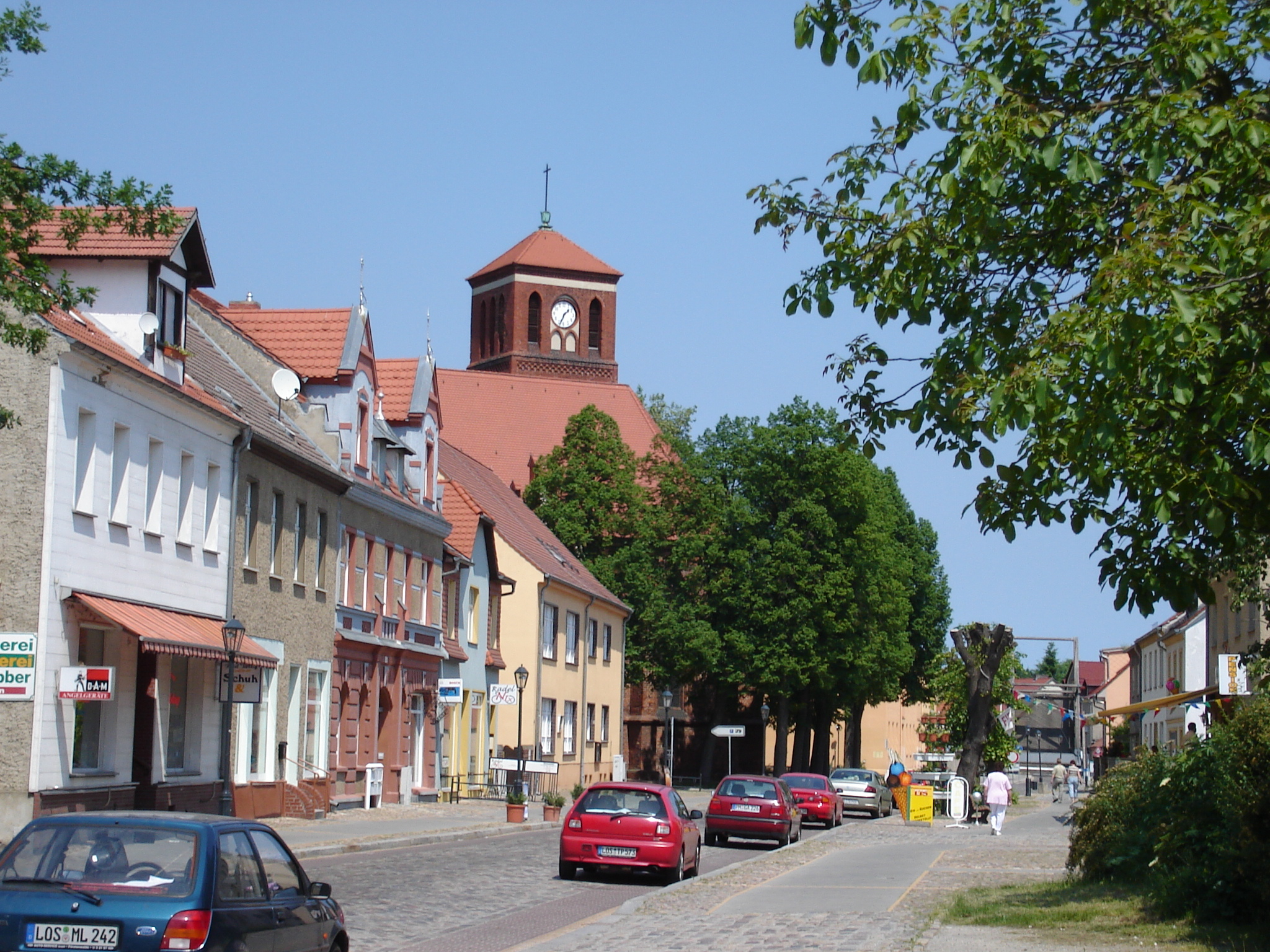
Stadtkirche

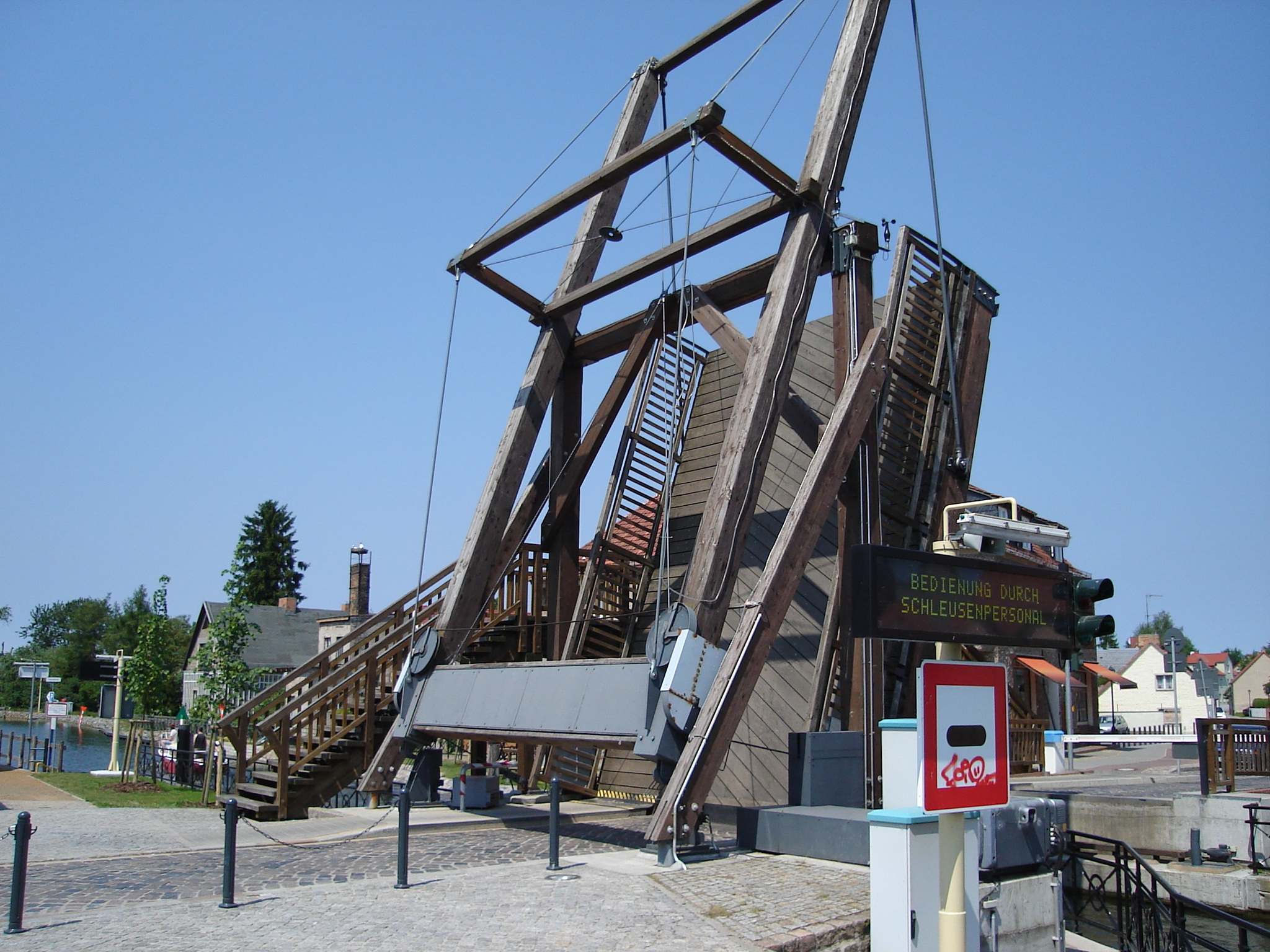
Klappbrücke über den Storkower Kanal

In der Liste der Baudenkmale in Storkow (Mark) sind die in der Denkmalliste des Landes Brandenburg eingetragenen Denkmäler verzeichnet.

### Sehenswürdigkeiten
Das historische Zentrum nordwestlich des Storkower Sees wird von der Altstadt und dem Markt mit angrenzenden kleinen Gassen gebildet. Der Bereich ist per Satzung als Denkmalbereich der historischen Innenstadt geschützt. Die Stadtteile Karlslust, Hubertushöhe und Wolfswinkel erstrecken sich an beiden Seeufern.
- Burg Storkow
- Historischer Stadtkern
- Marktplatz, 1996 neu gestaltet, mit hundertjährigen Linden und der Friedenseiche von 1814
- Brandgassen
- Stadtkirche aus dem 14. Jahrhundert mit 36 m hohem Turm
- Rekonstruierte Klappbrücke über den Storkower Kanal und Schleuse Storkow
- Ehemalige Schmiede
- Storkower Mühle mit Dampfmaschine am Mühlenfließ, versorgte die Stadt ab 1897 fast 15 Jahre lang mit Elektrizität und nochmals nach dem Zweiten Weltkrieg 1945, als die Überlandleitungen zerstört waren.
- Scheunenviertel
- Jagdsitz Hubertushöhe, erbaut 1899/1900 für den Geheimen Kommerzienrat Georg Wilhelm Büxenstein, heute Hotel
- Gedenkstein von 1944 am Springsee in der Nähe des Ortsteils Limsdorf für die Arbeitersportler Erich und Charlotte Garske, die wegen Widerstands gegen das NS-Regime 1943 in Berlin-Plötzensee ermordet wurden. Den einfachen Feldstein errichteten Freunde des Ehepaars Garske noch 1944. Damit ist er ein außergewöhnliches und vielleicht einmaliges Beispiel einer Denkmalsetzung noch vor dem Ende des NS-Regimes.[23]
- Gedenkstein auf dem Ehrengrab für sieben polnische Kriegsgefangene auf dem Neuen Friedhof an der Mittenwalder Straße des Ortsteils Selchow
- Ehrenmal für die Opfer des Faschismus nach dem Entwurf des Bildhauers Erwin Rausch (1950) in der Ernst-Thälmann-/Ecke Berliner Straße
- Jüdischer Friedhof aus dem 18. Jahrhundert an der Straße nach Reichenwalde hinter dem Storkower See und Städtischem Friedhof
- Neuromanische Dorfkirche in Selchow

### Naturschutzgebiete und Naturdenkmäler
Nördlich des Storkower Sees befindet sich die Binnendüne Waltersberge, mit 69 Metern Höhe eine der bedeutendsten Binnendünen Brandenburgs, mit Rundblick auf ausgedehnte Wälder und den Storkower See. Die Düne ist als Naturschutzgebiet und FFH-Gebiet im Natura 2000 Verbund ausgewiesen. Die Luchwiesen westlich des Storkower Zentrums sind eine der artenreichsten Binnensalzstellen Brandenburgs und stehen gleichfalls unter Naturschutz.
Ein weitaus größeres Naturdenkmal ist die rund 1.900 ha umfassende Groß Schauener Seenkette. Sie ist eine der bedeutendsten Flachwasserseenketten Europas mit breiten Ufer- und Gelegezonen. Bestandsbedrohte Pflanzen- und Tierarten wie Orchideen, Fischotter, Kormorane, Fisch- und Seeadler haben hier ihren Lebensraum. Im Jahr 2002 wurde dieses Revier von der Heinz Sielmann Stiftung erworben, die den einzigartigen Naturraum bewahren und für den Besucher erlebbar machen will. Im Juni 2015 wurde ein ehemaliges Militärgelände, der 450 Hektar umfassende Bundeswehrübungsplatz Storkow, den Flächen des Nationalen Naturerbes zugeschlagen. Die Sanddünen, Moore und Feuchtwiesen des Areals sind unter anderem Lebensraum für Fischadler, Seeadler, Kraniche und Fischotter.
Hinter dem Sportplatz Karslust befindet sich die „Malerkiefer“, deren Alter zwischen 200 und 350 Jahre geschätzt wird.

### Kultur
- Konzerte in der Stadtkirche
- Ausstellungen und Veranstaltungen auf der Burg und im Friedensdorf
- Stadt- und Burgführungen
- Weihnachtsmarkt (Dezember)
- Mitmachpark Irrlandia
- Musikfestival Alinae Lumr
- Große Nachtwächterführungen der Gefährten der Nacht
- Treckertreffen Philadelphia
- Kohlhase Theaterspektakel

### Tourismus

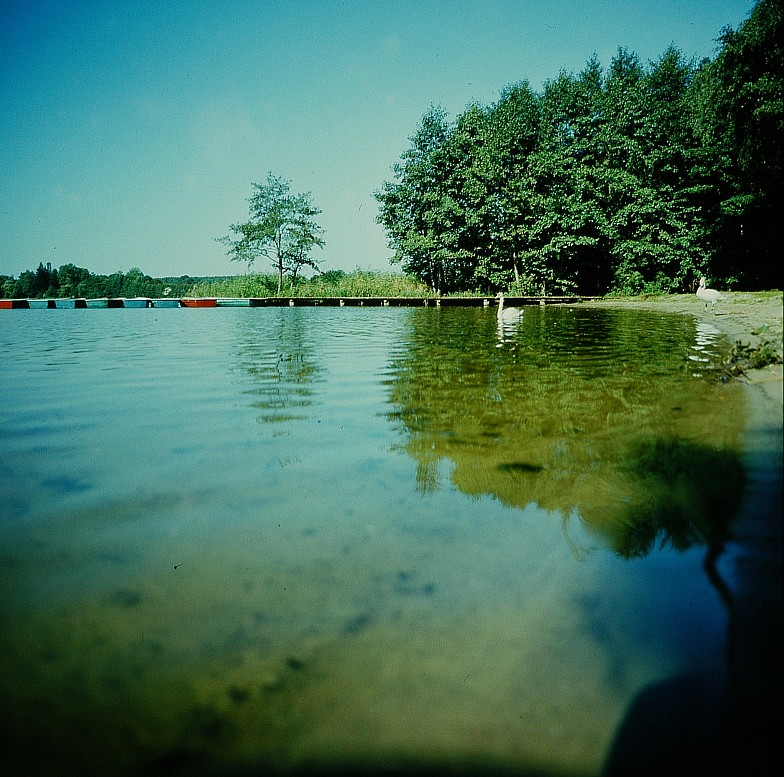
Storkower See (1979)

Die Stadt Storkow ist durch ihre wasser- und waldreiche Umgebung ein idealer Ausgangspunkt für Radler, Wanderer und Wassersportfreunde. Das fast 300 km umfassende Radwegenetz bietet zahlreiche Touren in die Umgebung. Die Schleuse Kummersdorf im Storkower Kanal ermöglicht Wassertouristen aus Berlin kommend in den Storkower See und in den Scharmützelsee zu gelangen. Der Naturpark Dahme-Heideseen mit Wald, Seen und Kiefernheide ist ein leichtes Wandergebiet. Abwechslungsreiche, teils flache und hügelige Landschaft erstreckt sich bis an den Unteren Spreewald. Während die Kernstadt Storkow und auch der Große Storkower See außerhalb des Naturparks Dahme-Heideseen liegen, befinden sich sämtliche Storkower Ortsteile (Dörfer) im Naturpark.

### Regelmäßige Veranstaltungen
Im Hof der Storkower Burg finden Open-Air-Veranstaltungen wie Konzerte, Theater- und Musicalaufführungen statt. Dazu gehören das jährliche mittelalterliche Osterspektakel sowie das jeweils am 3. September-Wochenende stattfindende Hoffest. Weitere Höhepunkte sind das seit 2015 stattfindende Musikfestival alinæ lumr sowie die seit 2016 die Storkower Herbstpoesie als Festtage für Literatur & Theater mit musikalischen Klängen.
Das alljährliche „Rad-Scharmützel“ findet als großes Freizeitradspektakel Brandenburgs immer am ersten Sonntag im September rund um den Scharmützelsee und den Storkower See statt.

## Verkehr

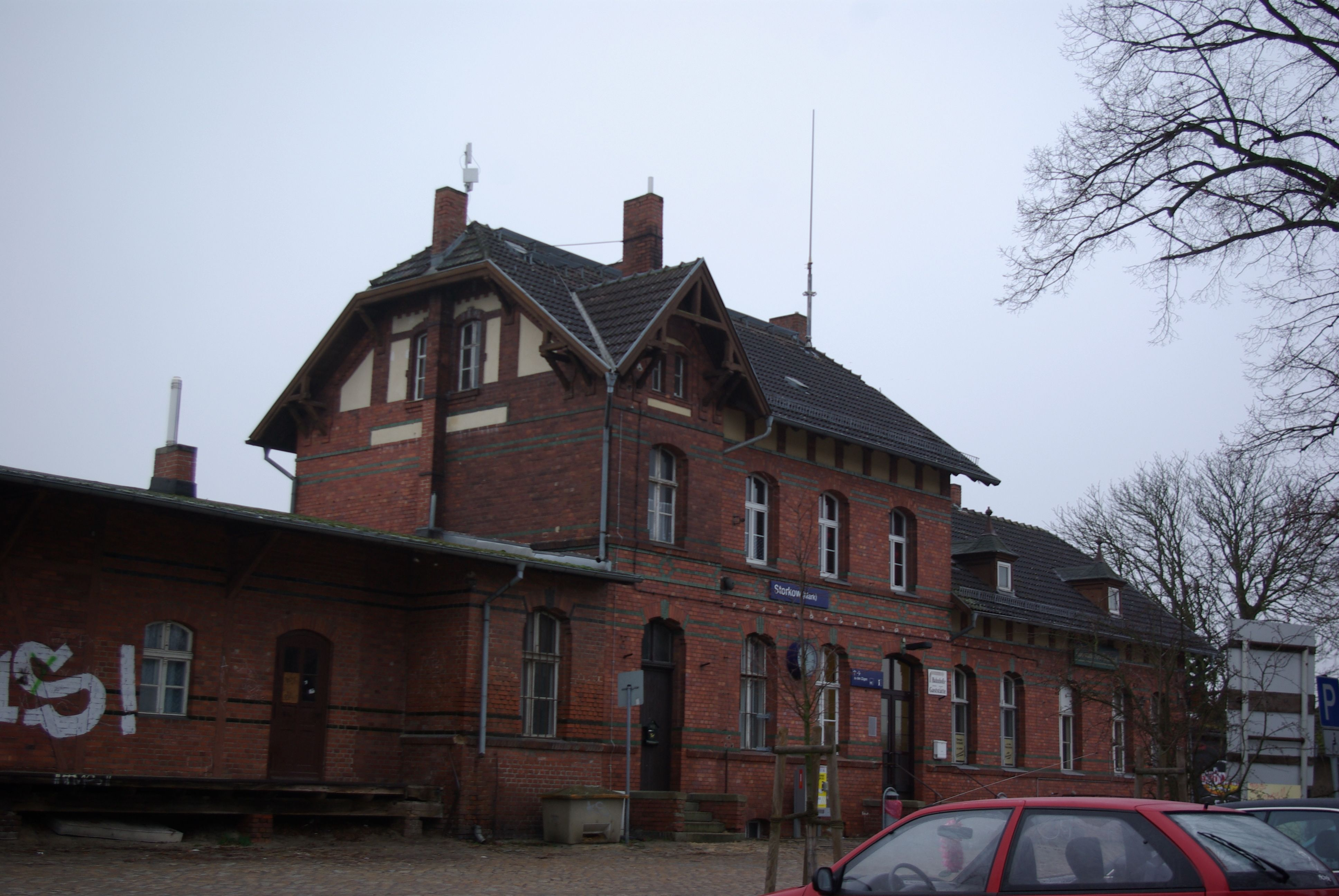
Bahnhof

Der Haltepunkt Kummersdorf, der Bahnhof Storkow (Mark) und der Haltepunkt Hubertushöhe liegen an der Bahnstrecke Grunow–Königs Wusterhausen, auf der die Regionalbahnlinie RB 36 der Niederbarnimer Eisenbahn von Königs Wusterhausen über Beeskow nach Frankfurt (Oder) verkehrt.
Der öffentliche Personennahverkehr wird unter anderem durch den PlusBus des Verkehrsverbund Berlin-Brandenburg erbracht. Folgende Verbindung führt, betrieben von der Busverkehr Oder-Spree, ab Storkow:
- Linie 435: Storkow ↔ Reichenwalde ↔ Kolpin ↔ Rauen ↔ Fürstenwalde

Die Bundesstraße 246 zwischen Zossen und Beeskow durchquert Storkow in Ost-West-Richtung. Die nächstgelegene Autobahnanschlussstelle ist Storkow an der A 12.
Etwa 3,5 km südöstlich des Zentrums im Großen Storkower See befindet sich der Flugplatz Hubertushöhe.

## Garnison
Storkow ist Standort der Bundeswehr. In den 1950er Jahren wurde die heutige Kurmark-Kaserne errichtet, die bis 1990 von der NVA genutzt wurde und seit verschiedene Dienststellen der Bundeswehr beheimatete und beheimatet. 1996 war eine Einheit der Luftwaffe der Bundeswehr in Storkow stationiert. Aktueller Hauptnutzer der Liegenschaft ist das Informationstechnikbataillon 381.

## Persönlichkeiten

### Söhne und Töchter der Stadt
- Erhard von Queis (um 1490–1529), Bischof von Pomesanien
- Karl Friedrich Schulz (1796–1866), Landschaftsmaler aus Selchow (Jagd-Schulz)
- Erich Theodor Holtz (1885–1956), Maler
- Ewald Loeser (1888–1970), Vorstandsmitglied der Friedrich Krupp AG und Widerstandskämpfer gegen das NS-Regime
- Kurt Grünbaum (1892–1982), Jurist, Konsistorialpräsident (1954–1958) in Magdeburg
- Egon Meyer (* 1929), Flottillenadmiral der Marine der Bundeswehr
- Thomas Stroux (* 1943), Theaterschauspieler und Regisseur
- Helgo Magnussen (* 1944), Pneumologe

### Mit Storkow verbundene Persönlichkeiten
- Heinrich Ludwig Tschech (1789–1844), ehemaliger Storkower Bürgermeister, verübte 1844 ein Attentat auf den preußischen König Friedrich Wilhelm IV., als ihm die Wiedereinstellung in den Staatsdienst verweigert wurde. Das Attentat misslang und Tschech wurde hingerichtet. Nach ihm benannt wurde ein Storkower Regionalgericht, die „Storkower Tschechkugeln“.[29]
- Dietrich Garstka (1939–2018), Dozent, Autor des Buches Das schweigende Klassenzimmer, dessen zugrunde liegende Geschichte sich 1956 an der heutigen Europaschule in Storkow ereignet hat.
- Kurt Demmler (1943–2009), Liedermacher und -texter, lebte in Storkow
- Dieter „Didi“ Senft (* 1952), Rennradfahrer, Fahrraddesigner; lebt und arbeitet in Storkow[30]
- LeFloid (* 1987), Videoproduzent und Betreiber des YouTube-Kanals „LeFloid“, legte 2008 an der Europaschule in Storkow sein Abitur ab

## Anmerkung
1. ↑  In der Zustimmung des Ministers im Amtsblatt wird die Verwaltungseinheit noch Amt Storkow/Mark genannt. Später setzte sich die Schreibweise Amt Storkow (Mark) durch.